# Det Marine Danmarkskort
Det Marine Danmarkskort er en dansk webportal der samler geodata om Danmarks hav.
Geodatastyrelsen forvalter kortet og det sker i en international ramme med navnet Marin Spatial Data Infrastruktur (MSDI).
På kortet ses for eksempel dybdedata, placeringen af havvindmølleparker og kapsejladsbaner.
Det Marine Danmarkskort anvendes for eksempel i forbindelse med miljøvurdering af havvindmølleparker.